# GK Dynamo Volgograd
Dynamo Volgograd är en rysk damhandbollsklubb från Volgograd. Klubben grundades 1972 som Burevestnik Volgograd, bytte namn till först Meliorator och Rotor Volgograd efter Sovjetunionens kollaps och fick senare namnet Akva Volgograd innan det tog sitt nuvarande namn 2004.

## Historia

### Inom Sovjetunionen
Damlaget Burevestnik  tränades av en ung och energisk tränare Levon Akopjan. Laget kallades sedan från 1987 Meliorator. 1988 vann Meliorator-laget det nationella ungdomsmästerskapet, vilket gav det rätt att spela i den första ligan i sovjetiska mästerskapet. Debuten för Meliorator var bra med en femte plats. Och följande säsong vann Volgograd andraplatsen och kvalade till högsta ligan.

### Rysslands liga och seger i City cupen 1995
Klubben bytte sedan namn till Rotor 1993. 1993, med det nya mästerskapet i Ryssland, började  Volgograds Rotor  mycket framgångsrikt. Flera av Sovjetunionens främsta klubbar som Kiev Spartak, och Örnen i Vilnius, "Bakinka" i Baku, Motor i Saporizhia var inte med. Rostovs Rostselmash och Krasnodars Kuban var favoriter. Men Volgograds Rotor blev Rysslands första mästare 1993. 
1994 vann klubben City cupen. 1995 i ryska mästerskapet återtog Volgograds Rotor titeln som Rysslands starkaste lag och höll den till 1997. Den 26 november 1996 bildades GK Volgograd då Rotor blev en ren fotbollsklubb. 

### Akva dominerar rysk handboll
Efter något år omdöptes klubben till Akva Volgograd Sport Klubb. Bland andra Jelena Chausova, Ljudmila  Bodnijeva, Tatjana Alizar, Jelena Poljonova gjorde att klubben redan säsongen 1998-1999 kunde återfå titeln som mästare i Ryssland. I en hård kamp mot Krasnodar  blev Akva för fjärde gången mästare. 10 unga Volgograd-spelare vann titeln för första gången. Under tre år i rad 1999-2001 blev AKVA  mästare och säsongen 2000-2001 satte klubben ett absolut rekord i det vanliga ryska mästerskapet - klubben vann alla matcher i mästerskapet.
1999 vann Aqua rätten att tävla i den prestigefyllda Europeiska Champions League. Efter att ha tagit 6 poäng i gruppen nådde Akva Volgograd semifinalen i Champions League, där makedonska Vardar blev för svåra. Spelarna i AKVA spelade också för Rysslands damlandslag i handboll och 2001 vann fyra av dem Ljudmila Bodnijeva, Jelena Chausova, Nadezda Moravijeva och Tatjana Alizar i det ryska landslaget VM i Italien.

### Dynamo Volgograd vinner EHF cupen 2008
Den 11 augusti 2004 bytte Akva Volgograd namn till Dynamo Volgograd. Sedan september 2004 har klubben tre lag Super League-laget Dynamo och två lag i högsta ligan, Dynamo-2 och Dynamo VUOR. 
Dynamo Volgograd vann 2008 EHF-cupen efter seger mot spanska Itxaco.
Säsongen 2008-2009 utsågs  Viktor Ryabykh, till lagets huvudtränare och vann en dramatisk final mot Zvezda. Efter ett 8 år långt uppehåll återtog Dynamo Volgograd titeln som mästare! Segern i ryska mästerskapet ledde återigen laget till Champions League. Året efter vann man ligan för åttonde gången. Alla de viktigaste dynamospelarna var också med i det ryska landslaget. Olga Akopjan, Anna Sedojkina och Ksenija Makejeva och vann VM i Kina.
Säsongen 2010-2011 vann klubben den nionde titeln i Ryssland. I Champions League föll avgörandet i gruppen då laget sensationellt besegrade Viborg med 41-33.  Volgograd förlorade sedan i hudvudrundan mot ungerska Györi och norska Larvik, som sedan vann Champions League.
2012 vann Volgograd-laget återigen guld i ryska ligan och under den europeiska cupsäsongen började man spela i Champions League, men fick efter förluster spela i Cupvinnarcupen och nådde där kvartsfinal. Säsongen 2012-2013 lämnade Olga Akopjan och Anna Sedojkina för en mammaledighet. För första gången spelade brasilianska spelare, bland annat  målvakten Majsa Pessoa i Volgograd. Dynamo vann 2013 sitt elfte guld i det ryska mästerskapet.
Säsongen 2013/2014 lämnade 10 spelare klubben . Klubbens tränarstab fick jobba hårt för att bilda ett nytt lag för att nå höga mål. 2015 blev Dynamo för första gången sedan 1997  utan medaljer i det ryska mästerskapet, men spelet i Europacuperna säsongen 2014-2015  var en av de mest framgångsrika för Dynamo i historien - laget tog sig till Final Four i Champions League!. Säsongen 2016-2017 var sista i Volgograd för tränaren Viktor Ryabykh, som ledde Dynamo sex gånger till guldmedaljerna i ryska Super League,
Han ersattes av Nikolai Izmaylov på tränarposten. Under säsongen 2018-2019 lyckades Volgograd inte alls och kom på åttondeplatsen i det nationella mästerskapet. 2018 vann 10 spelare i GK Dynamo ungdomsvärldsmästare. 2019-2020 omorganiserades klubben som hade stora löneskulder till spelarna och en statlig institution Dynamos Centrum för Handbolls utveckling bildades.
Dynamo är det mest framgångsrika laget i den ryska superligan med nio titlar och 12 mästerskap i Ryssland, och säsongen 2001-2002 satte man ett absolut rekord när man vann alla matcher under den ryska säsongen. Det har också varit ganska framgångsrikt i internationella cuper med tre titlar: Challenge Cup 1995 och Champions Trophy och EHF Cupen 2008 . År 2000 blev det det första ryska laget att nå Champions Leagues semifinal sedan Sovjetunionen upphört.

## Meriter
- EHF-cupen 2008
- EHF City Cup (nuvarande Challenge Cup) 1995
- EHF Champions Trophy 1995
- Ryska mästare (12): 1993, 1995, 1996, 1999, 2000, 2001, 2009, 2010, 2011, 2012, 2013, 2014

## Spelare i urval
- Tatjana Alizar 1997-2005, 2008-2010
- Jelena Chausova
- Ljudmila Bodnijeva -2003
- Ksenija Makejeva 2006-2014
- Maja Petrova -2003
- Darja Dmitrieva 2009-2015
- Polina Kuznetsova 2002-2003
- Jaroslava Frolova
- Tatjana Khmyrova 2005-2013
- Olga Akopjan -2015
- Anna Sedojkina 2001-2015
- Nadezjda Muravjova -2002